# Zeeboerderij
Zeeboerderijen zullen bestaan uit akkers van verschillende soorten zeewier. De ontwikkeling van het concept van de zeeboerderij wordt gezien als een mogelijk deel van het antwoord op de groeiende vraag naar voedsel door de groei van de wereldbevolking tot 9 miljard in 2050 (Verenigde Naties). Zeewieren zouden de 
voedingsstoffen kunnen benutten die nu al via rivieren in de oceanen terechtkomen.
De geproduceerde zeewieren kunnen gebruikt worden voor de productie van voeding voor de mens, of gebruikt worden als diervoer in bijvoorbeeld de visteelt en de veehouderij.
In het voorjaar van 2011 is projectleider Willem Brandenburg van Wageningen UR een experiment gestart met een zeeboerderij in de Oosterschelde.
Op 7 juli 2011 werd deze eerste zeeboerderij van Europa officieel geopend. Op het water in de Schelphoek bij Serooskerke worden zeesla en suikerwier verbouwd. Het uiteindelijke doel is om, na een succesvolle proef, op zee op grote schaal zeewier te gaan verbouwen.